# Campeonato Europeo de Esgrima de 1993
El VI Campeonato Europeo de Esgrima se realizó en Linz (Austria) en 1993 bajo la organización de la Confederación Europea de Esgrima (CEE) y la Federación Austriaca de Esgrima.

## Medallistas

### Masculino
| Evento             | Oro                         | Plata                       | Bronce                                                      |
| ------------------ | --------------------------- | --------------------------- | ----------------------------------------------------------- |
| Florete individual | Joachim Wendt · Austria     | Uwe Römer · Alemania        | Thorsten Weidner · Alemania · Ingo Weissenborn · Alemania   |
| Espada individual  | Patrick Draenert · Alemania | Mariusz Strzałka · Alemania | Jean-François di Martino · Francia · Gábor Totola · Hungría |
| Sable individual   | Felix Becker · Alemania     | Csaba Köves · Hungría       | Florin Lupeică · Rumania · Steffen Wiesinger · Alemania     |

### Femenino
| Evento             | Oro                             | Plata                      | Bronce                                             |
| ------------------ | ------------------------------- | -------------------------- | -------------------------------------------------- |
| Florete individual | Anja Fichtel-Mauritz · Alemania | Zsuzsanna Jánosi · Hungría | Laura Badea · Rumania · Valentina Vezzali · Italia |
| Espada individual  | Roberta Giussani · Italia       | Gianna Bürki · Suiza       | Eva-Maria Ittner · Alemania · Elisa Uga · Italia   |

## Medallero
| Núm. | País     | Oro | Plata | Bronce | Total |
| ---- | -------- | --- | ----- | ------ | ----- |
| 1    | Alemania | 3   | 2     | 4      | 9     |
| 2    | Italia   | 1   | 0     | 2      | 3     |
| 3    | Austria  | 1   | 0     | 0      | 1     |
| 4    | Hungría  | 0   | 2     | 1      | 3     |
| 5    | Suiza    | 0   | 1     | 0      | 1     |
| 6    | Rumania  | 0   | 0     | 2      | 2     |
| 7    | Francia  | 0   | 0     | 1      | 1     |
|      | TOTAL    | 5   | 5     | 10     | 20    |